# Pozzuolo Martesana
Pozzuolo Martesana (Pozzoeu in dialetto milanese, AFI: [puˈtsøː] , e semplicemente Pozzuolo fino al 1864, rinvenuto come Pozzolo nella grafia settecentesca) è un comune italiano di 8 800 abitanti della città metropolitana di Milano in Lombardia.
Fa parte del territorio della Martesana: vi ha sede uno degli stabilimenti del gruppo dolciario Ferrero.

## Storia
Dal punto di vista archeologico le più antiche attestazioni nel territorio di Pozzuolo Martesana sono riferibili ad una tomba romana di età imperiale rinvenuta nella frazione Bisentrate e ad alcune sepolture di epoca longobarda, databili entro la prima metà del VII secolo, rinvenute nel 2011 lungo il percorso dell'autostrada BreBeMi, a sud dell'attuale abitato. In epoca romana, da Pozzuolo Martesana, passava la via Mediolanum-Brixia, strada romana che metteva in comunicazione Mediolanum (Milano) con Brixia (Brescia) passando da Cassianum (Cassano d'Adda).
La più antica attestazione del nome è invece documentata da una pergamena conservata nell'archivio capitolare della Curia vescovile di Bergamo relativa ad un atto di vendita stipulato (Actum vico Pociolo) nel marzo del 1044 per la vendita di alcuni beni in Medolago.
Nel 1191 è invece attestato il nome Pozolo in un'altra pergamena relativa alla vendita di alcuni terreni proprio a Pozzuolo Martesana.
A partire dal XIII secolo è documentata la sua appartenenza alla pieve di Gorgonzola.
In età napoleonica (1809) furono aggregati a Pozzuolo i comuni di Bisentrate e Trecella, e due anni dopo Bellinzago. Tutti i centri recuperarono l'autonomia con la costituzione del Regno Lombardo-Veneto.
Nel 1864 Pozzuolo assunse il nome ufficiale di Pozzuolo Martesana, per distinguersi da altre località omonime.
Nel 1869 Bisentrate e Trecella furono aggregati definitivamente a Pozzuolo Martesana.
Dal 2015 fa parte della Zona omogenea Adda Martesana della città metropolitana di Milano.

### Simboli
Lo stemma e il gonfalone sono stati concessi con decreto del presidente della Repubblica del 15 novembre 1955.
Il gonfalone è un drappo partito di giallo e di rosso.

## Monumenti e luoghi d'interesse

### Architetture religiose
- Chiesa parrocchiale della Natività di Maria Vergine la cui costruzione risale al 1572 pervolontà di Carlo Borromeo e riedificata nell'Ottocento.
- Chiesa di San Francesco edificata nel XIII secolo, e originariamente dedicata a Santa Maria per essere poi ridedicata al santo d'Assisi, uno dei primi insediamenti francescani in Lombardia, soppressa nel 1769.[14]

## Ambiente
Località storica della Martesana e del Parco dell'Alto Martesana, nel corso del 2012, il territorio comunale è stato interessato da profonde trasformazioni urbanistiche e paesaggistiche, per lo più riconducibili all'edificazione in area agricola di un polo logistico DHL, di una cava di prestito e più in generale di infrastrutture riferibili ai cantieri BreBeMi e T.E.M., che hanno condotto alla sottrazione di ampie porzioni di terra messa a coltura e all'abbattimento di decine di alberi, taluni secolari, di interesse del PLIS locale e tutelati dal Parco dell'Alto Martesana, nella cui fondazione nel 2009 Pozzuolo Martesana fu tra i comuni capofila.

## Società

### Evoluzione demografica
- 670 nel 1751
- 830 nel 1805
- 1 304 nel 1809 dopo annessione di Bisentrate e Trecella
- 2 017 nel 1811 dopo ulteriore annessione di Bellinzago
- 1 312 nel 1853
- 1 376 nel 1861
- 2 661 nel 1871 dopo annessione di Bisentrate e Trecella nel 1869

Abitanti censiti

## Geografia antropica
Secondo l'ISTAT, il territorio comunale comprende il centro abitato di Pozzuolo Martesana, le frazioni di Bisentrate e Trecella e le località di Cascina Piola, Cascina Porro e Rotta, Cascina San Giuseppe e Cascina Solcia.

## Amministrazione
| Periodo | Periodo   | Primo cittadino               | Partito         | Carica  | Note   |
| ------- | --------- | ----------------------------- | --------------- | ------- | ------ |
| 1995    | 1999      | Giacomo Roberto Bossi         | centro          | Sindaco | [ 21 ] |
| 1999    | 2004      | Virginio Pedrazzi             | centro-sinistra | Sindaco | [ 21 ] |
| 2004    | 2009      | Virginio Pedrazzi             | centro-sinistra | Sindaco | [ 21 ] |
| 2009    | 2014      | Angelo Maria Caterina         | lista civica    | Sindaco | [ 21 ] |
| 2014    | 2019      | Angelo Maria Caterina         | lista civica    | Sindaco | [ 21 ] |
| 2019    | 2024      | Silvio Giuseppe Maria Lusetti | lista civica    | Sindaco | [ 21 ] |
| 2024    | in carica | Angelo Maria Caterina         | lista civica    | Sindaco | [ 21 ] |